# William L. Shirer
William Lawrence Shirer (Chicago, 23 de febrero de 1904-Boston, 28 de diciembre de 1993) fue un periodista, corresponsal de guerra e historiador estadounidense.

## Biografía
Nació en Chicago el 23 de febrero de 1904, hijo de un abogado, aunque su infancia transcurrió mayoritariamente en Cedar Rapids, Iowa; allí estudió en el Coe College y trabajó en el periódico local. Tras graduarse se trasladó a Europa, ejerció un tiempo de corresponsal de The Chicago Tribune y de The New York Herald Tribune entre los años 1925 y 1932, teniendo la oportunidad de cubrir noticias en Medio Oriente e India, pudiendo allí conocer a Mohandas Gandhi. Pasó un año sabático en Lloret de Mar durante 1933.
En 1931 se casó con la fotógrafa austríaca Theresa Stiberitz, con quien estuvo casado hasta su divorcio en 1970. Durante el periodo previo a la Segunda Guerra Mundial, Shirer trabajó para el servicio noticioso de la CBS y fue parte del equipo de periodistas de Edward R. Murrow que transmitían noticias por radiodifusión desde la propia Europa, cubriendo acontecimientos noticiosos desde el lugar de los hechos. Murrow, con base en el servicio de la CBS de Nueva York requirió a Shirer que se estableciera en una gran capital europea para que esta fuese base de sus actividades y Shirer eligió Viena gracias a su fluido dominio del idioma alemán evitando la censura practicada por la Alemania nazi. Esto le permitió hasta el año 1940 ser testigo del ascenso del nazismo y del fascismo en Europa, emitiendo reportes para la CBS desde Viena, Berlín, París, Londres y Roma, utilizando el teléfono y las notas de prensa para redactar reportes a través de la radio. 
En marzo de 1938 Shirer fue testigo de la anexión alemana de Austria siendo el único periodista estadounidense en Viena que pudo transmitir la primicia; con ello Shirer preparó su reporte grabado pero lo remitió a la CBS desde Londres para eludir a los censores nazis recién instalados en suelo austríaco. Este reporte excepcional causó que la CBS anulara su anterior prohibición a los periodistas de emitir reportes en vivo, para lo cual Shirer grababa cintas de audio, pero utilizando además el teléfono y el telégrafo, siendo la génesis del CBS World News Roundup.
El avance del nazismo y del fascismo fueron temas que Shirer desarrollaría más tarde tras finalizar su carrera de periodista en su creaciones escritas incluyendo The Rise and Fall of the Third Reich, su obra más conocida y en su Berlin Diary que sería también muy popular en los años siguientes. Anexada ya Austria al Tercer Reich, debió trasladar su base de operaciones a Berlín y desde allí eludir la censura hitleriana, pero pudiendo asistir como periodista a los Congresos de Núremberg, a los Acuerdos de Múnich y cubriendo la Invasión alemana de Polonia de 1939. Cuando empezó la Batalla de Francia, siguió a las tropas de la Wehrmacht en su avance, pero siguió enviando reportes a la CBS eludiendo la censura nazi, especialmente al informar de la capitulación de Francia cuando las autoridades alemanas buscaban impedir que la prensa neutral transmitiera reportes propios para que difundieran únicamente las notas de prensa del Ministerio de Propaganda nazi. Pese a su condición de estadounidense, y por ello neutral en la guerra, Shirer era impedido de cubrir noticias como los bombardeos británicos sobre Alemania, y exigido a enviar reportes basados solamente en la propaganda oficial, por lo cual debió salir de Alemania hacia Suiza en diciembre de 1940. 
Tras acabar la guerra, Shirer volvió a Alemania, donde cubrió los Juicios de Núremberg. Opuesto al macartismo, desde 1950 sufrió el ostracismo profesional que le impidió volver a la prensa y le obligó a dedicarse a la docencia, hasta que en 1960 se publicó la primera edición de The Rise and Fall of the Third Reich que restauró su prestigio y fama. Falleció en Boston el 28 de diciembre de 1993.

## Obras
- Berlin Diary: The Journal of a Foreign Correspondent, 1934-1941 (1942)[6][7] (Diario de Berlín)
- End of a Berlin Diary (1947)[8](Regreso a Berlín. 1945-1947)
- Midcentury Journey: The Western World Through Its Years of Conflict (1952)[9]
- The Challenge of Scandinavia: Norway, Sweden, Denmark and Finland in Our Time (1955)[10]
- The Rise and Fall of the Third Reich (1960)[11] (Auge y caida del Tercer Reich)
- The Collapse of the Third Republic (1969)[12] (El colapso de la Tercera República)
- Gandhi: A Memoir (1980)[13]
- Love and Hatred. The Stormy Marriage of Leo and Sonya Tolstoy (1994)[14](Amor y odio: el tormentoso matrimonio de Sonia y León Tolstói)